# أليسون جورج
أليسون جورج هي منافسة ألعاب القوى غرينادية، ولدت في 3 يناير 1988 في أبرشية سانت أندرو في غرينادا.

## وصلات خارجية
- أليسون جورج على موقع الاتحاد الدولي لألعاب القوى (الإنجليزية)
- أليسون جورج على موقع أوليمبيديا (الإنجليزية)